# El Prat (Folgueroles)
El Prat és una masia de Folgueroles (Osona) inclosa a l'Inventari del Patrimoni Arquitectònic de Catalunya.

## Descripció
Es tracta d'una masia de planta rectangular coberta a dues vessants, amb el carener paral·lel a la façana la qual es troba orientada a ponent. Consta de planta baixa i primer pis. A la part de llevant s'hi adossa un cos rectangular cobert a una vessant que es prolonga per la part de migdia fins a arribar a una bassa (recinte destinar a corts). A migdia presenta un petit portal a la planta, un balcó d'arc rebaixat i una finestra al primer pis. A la façana s'hi obre un portal rectangular i dues finestres a la planta. Al primer pis tres finestres i un balcó; totes les obertures d'aquest nivell es presenten estucades. A tramuntana hi ha un cos allargat cobert a dues vessants. Marques grises unides amb morter de calç i arrebossades i pintades al damunt. També hi ha esgrafiats. L'estat de conservació és mitjà.
Cabana de planta rectangular coberta a dues vessants amb el carener perpendicular a la façana, la qual resta orientada a migdia. La construcció és d'un sol tram i presenta un gros portal d'arc de mig punt. Per la banda de ponent s'hi adossa un altre cos cobert a una única vessant amb el portal rectangular. Margues unides amb morter de calç, mentre els escaires i marcs de les obertures són de totxo cuit, els portals de fusta. L'estat de conservació és mitjà.

## Història
L'única dada constructiva que presenta la masia es troba en un esgrafiat en el qual hi ha les inicials "J C" i la data de 1927.